# Psychrogeton sphaeroxylus
Psychrogeton sphaeroxylus là một loài thực vật có hoa trong họ Cúc. Loài này được (Gilli) Griers. miêu tả khoa học đầu tiên năm 1969.